# 长沙历史
作为地名，长沙最早记录在西周时期，距今约3000年。作为城市，长沙始于春秋战国时期，距今约2400年。长沙从诞生到现在一直未改变城址，是中国历史上保持城址不变最长时间的城市之一。

## 石器时代
距今约15—20万年以前，长沙有人类的活动，经过15—20万年的发展，长沙进入新石器时代；约前5000年，长沙先民开始过定居生活，形成了村落，进入母系社会；约前3000年，长沙新石器时代进入屈家岭文化阶段；约前2500年，长沙新石器时代进入龙山文化阶段，这时有了原始农业，渔猎仍是人们谋生的重要手段，原始制陶业、石器加工技术又有进一步的发展，并产生原始纺织和玉器加工技术。

## 传说时代
传说炎帝和黄帝都曾来过长沙。司马迁《史记·五帝本纪》说，黄帝曾“披山通道，南至于江，登熊湘”，后来就把长沙这片地土封给了他儿子少昊氏（宋朝罗泌的《路史》记载：少昊氏“始于云阳，胙土长沙”（胙即赏赐之意），据此，传说中的少昊氏是远古长沙的一个氏族首领，是开发长沙的第一人。
炎帝最终也葬在长沙茶乡之尾。

## 夏商周时期
长沙，夏属炎帝的分支縉雲氏三苗之地；到商、周时代，三苗消失了，但三苗后裔仍然在这片土地上生息繁衍，这时长沙属“扬越”（又叫“荆蛮”），史称“扬越之地”，作为古越人（古长沙越人为扬越的的一支）到这时创造和形成了富有特色的越文化，以拍印的几何纹饰硬陶即印纹硬陶是其最有代表性的特征。商、周时期，北方中原王朝对南方“荆蛮”、“扬越”的战事频繁，虽未能在这里建立起他们直接的统治，但“扬越之地”一度成为商周的“南服”，迫使“荆蛮”臣服纳贡。《逸周书·王会》记载，周初营建雒邑告成，各方诸侯来贺，贡物中有“长沙鳖”一种，这是“长沙”一名见于史籍的最早记载。

### 古越文化与中原文化

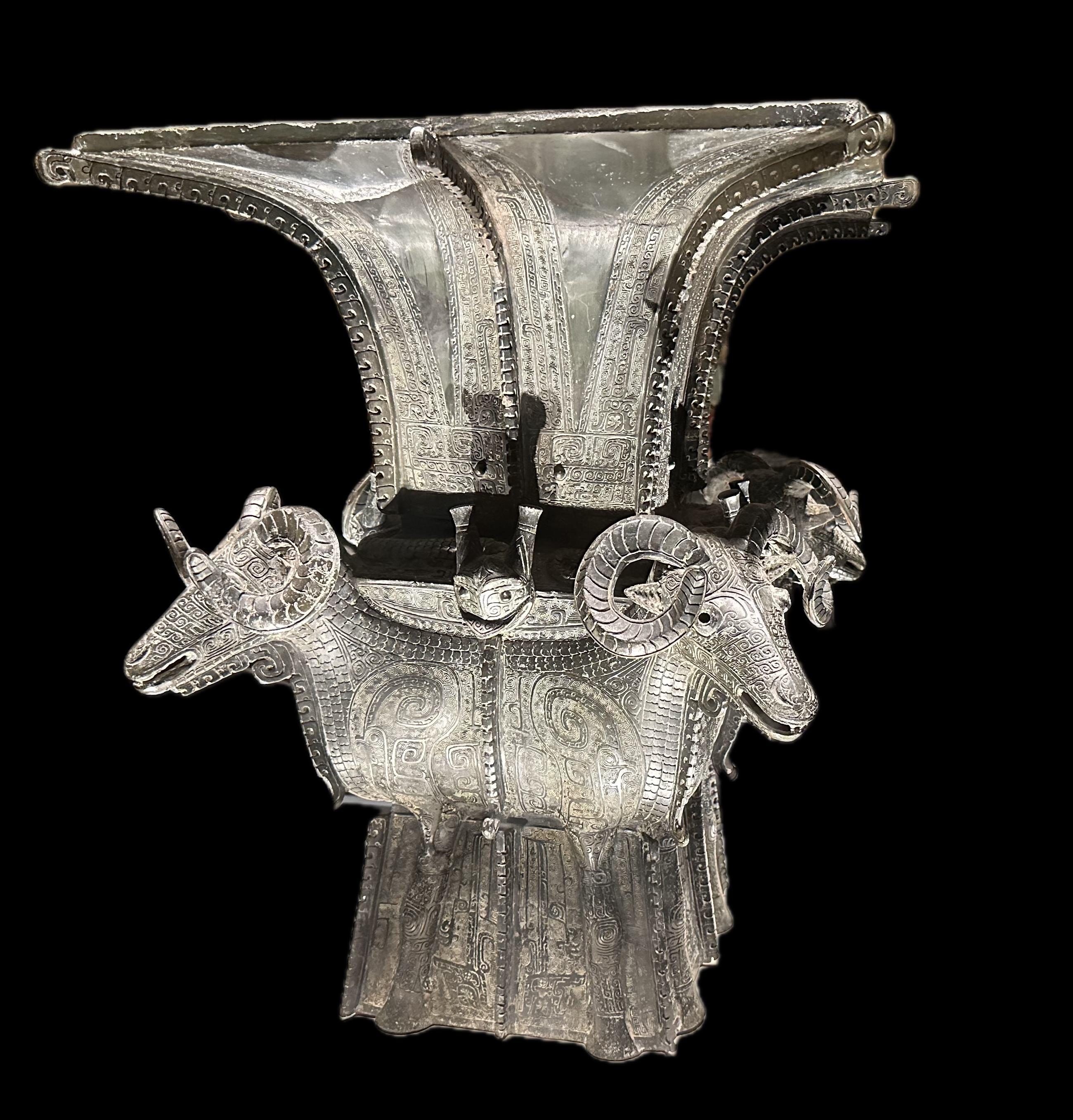
四羊方尊

商、周时期中原文化的传入，长沙进入青铜器时代。长沙古越人仍然是居住在茅草覆盖的半地穴式房屋，过着氏族生活，主要以石器作为工具，生产上依靠刀耕火种。商代中期，中原的青铜铸造技术传入，开始使用和制造青铜工具铜斧，到西周后期出现了铜制大锄（一种重要的松土工具）、铜插（即耙，用于松土和起土的农具）；而且还制造出了形制考究、纹饰精美的青铜容器、乐器。长沙出土的300多件商周青铜器，大多具很高的工艺水平，富有鲜明的越族风格，是南方出土青铜器最多最精美的。1938年宁乡县出士的著名的四羊方尊，是商、周青铜器中珍品；1959年以来宁乡县、长沙县出土的十几件铜镜，一般重70—80公斤，最大的221．5公斤，为中国到目前为止发现的最大的商代铜镜。1983年在宁乡出土一件重达220.75公斤的铜铙，是中国目前发现的商代最大铜铙。长沙也为中国出土战国铜镜最多的地区，共出土楚国铜镜470面；为出土战国琉璃器具最多的地区，共200多件。

### 荆楚文化与中原文化

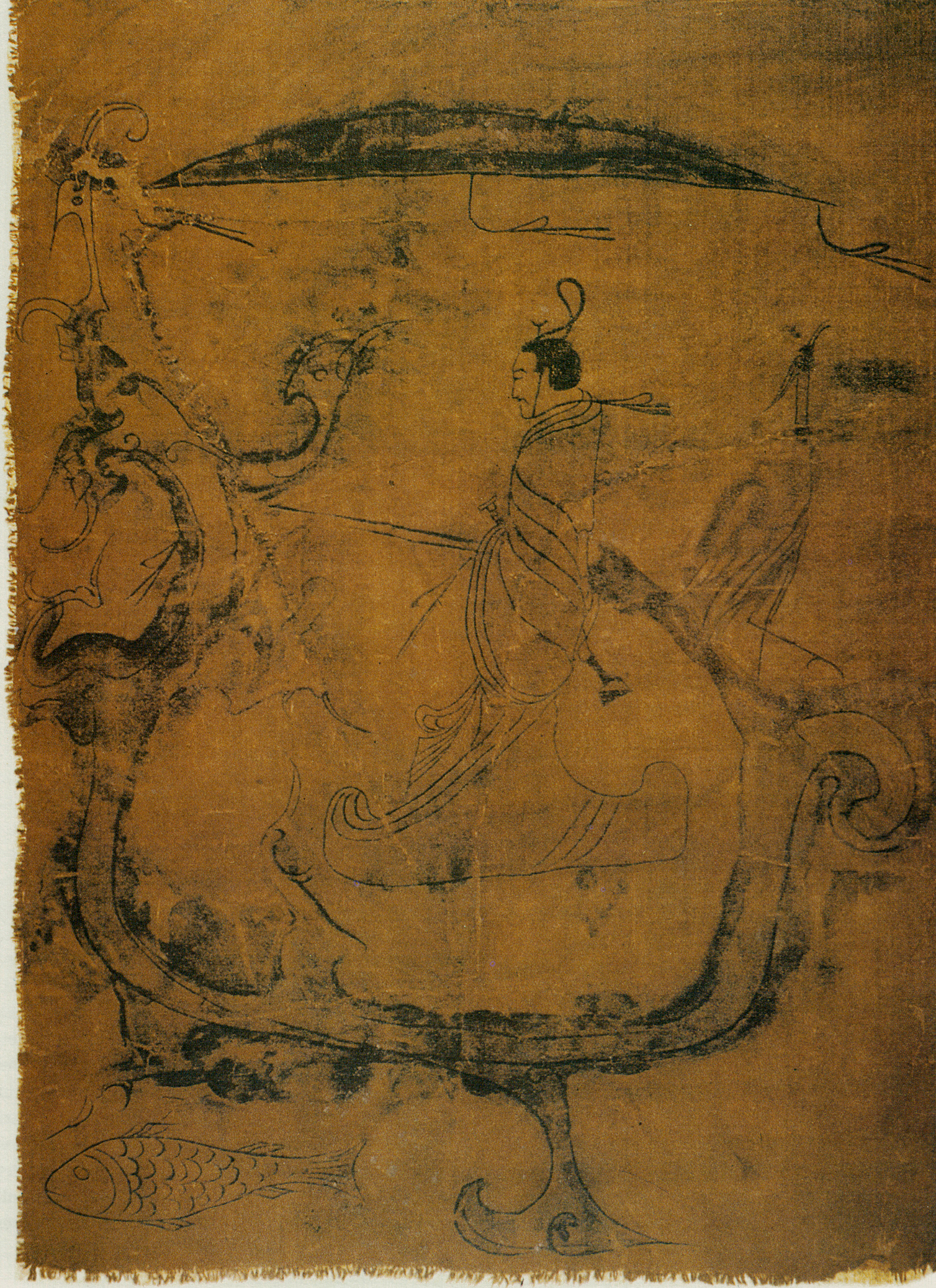
御龙图，长沙楚墓帛画

东周以后，进入春秋时代，也是中国历史上的动乱年代，春秋末期，楚国（荆楚）的势力进入长沙。战国初期，越国灭吴，楚、越对峙开始，长沙成为楚国东南边睡的要塞。战国中期，楚国实行变法，国力强盛，对南展开大规模的军事行动，湖南全境纳入了楚国版图，长沙成为楚国南部的军事重镇，包括湘北、湘中、湘南广阔地域的政治军事中心，楚国在长沙建立了城邑。楚人对长沙的进入，加上经过数百年的战争，长沙古越文化被楚文化替代。
楚人的南侵，带来了中原和江汉地区的生产工具和生产经验，使长沙地区进入了铁器时代，长沙也由此进入了封建社会。
楚国至楚怀王时国势日弱，诸侯各国特别是秦国对楚国多次发起战争，前222年，秦国大将王翦帅军南下，打败楚军在江南的余部，楚国以长沙为政治军事中心的江南之地被秦国所征服，楚国灭亡。长沙（湖南）作为楚地和楚国军事重镇的时间长达800多年。

## 秦汉时期

### 秦代长沙郡之郡治
秦国灭掉楚国，在原楚江南之地设立“长沙郡”。随着秦王朝的诞生，长沙郡为秦代36郡之一，郡治湘县，即长沙的在秦朝的称呼。从秦代开始，长沙开始纳入中国统一的政治版图，并第一次明确地以一个行政区域载入史册。秦代长沙郡涵盖今湖南大部分、湖北省以南、江西省西北和广东省的连州市、广西壮族自治区的全州市等地，面积几乎相当于今湖南全省。

### 汉朝长沙国王都
秦朝灭亡，汉朝建立。刘邦称帝之后，公元前202年封西汉开国功臣吴芮为长沙王，以原秦长沙郡建长沙国，将“湘县”改名“临湘县”为国都，长沙国是湖南省历史上第一个诸侯封国，长沙王为最高统治者（最高官员），王位世袭；自西汉朝廷在前144年改变诸侯王国体制之后，长沙王实际成为有名无实的藩王。长沙国从前202年始封至7年废除，存在200多年，长沙国先后分为“吴氏长沙国”和“刘氏长沙国”两个时期。
- 公元8年，王莽篡位建“新朝”，长沙国改名“填蛮郡”，国都临湘县改名“抚睦县”。公元26年（建武二年），东汉皇帝刘秀遥封西汉末代长沙王刘舜之子刘兴为长沙王，复建长沙国，公元37年，又将长沙国废除，改为长沙郡。

## 三国两晋南北朝时期
湘州改制为湖南和长沙行政建制史上的标志。由于长沙地理位置的重要，长沙作为地方行政中心，其地位与作用更加巩固。三国的长沙郡，行政范围基本局限于湘江以东地带，隋朝的长沙郡跨越湘江至整个湘中地区，从而基本上奠定了从此直到清朝长沙建置的规模。隋朝的统一，湖南重归统一的中原中央政权管辖之下，与全国其他地区的往来与联系不断加强，获得了一个广阔和相对安定的空间。

### 东吴荆州长沙郡
三国时期，从219年孙权夺取长沙，直至279年西晋灭吴，长沙属于孙吴之地。孙权称帝后湖南政区发生变化，今湖南的大部大致属当时的南郡、武陵郡、零陵郡、桂阳郡、长沙郡、临贺郡、天门郡、衡阳郡、湘东郡、昭陵郡共计10郡，隶属荆州。
257年，长沙东部为衡东郡（治所翻县，今衡阳市），西部为衡阳郡（治所湘乡县），益阳县南部之地析出新阳县（今宁乡县），治所在沩水河上游（今宁乡县横市镇一带），属于衡阳郡。
265年，长沙郡的安成县（今属江西省）和豫章郡、庐陵郡几县设立安成郡，长沙辖地进一步缩小，共辖临湘县、测阳县、恢县、醒陵县、罗县、 吴昌县（汉昌改）、建宁县、下集县、蒲沂县等共计9县，包括今长沙市、岳阳市、株洲市3市地以及今属湖北省的通城县、崇阳县、赤壁市3县（市）地。
三国时期的长沙郡，上有州（荆州），下有县、乡、里，为孙吴时代的行政体制。除行政长官外，长沙郡属诸曹的设置（官名）已经颇为全备，有掌“选署功劳”的功曹、管赋税的田户曹、管造船的船曹；有负责由贮租米、布帛的仓吏，收贮租钱的库吏。县以下的乡也设有属吏，简胺中就出现了“东乡劝农掺”、“南乡劝农撮”的名称。此外，还有“司马”、“关丞”、“仓田曹”、“录事”等。（资料来源：依据“长沙走马楼”出土的简牍整理）。

### 西晋·南朝之湘州治所临湘
西晋统一中国后，沿袭汉代分封制。280年（太康十年），晋武帝封其第六子司马乂为长沙王，以郡为国。西晋初期，长沙郡仍隶属荆州，以临湘为治所， 西晋至南朝的300年中，地方行政仍实行州、郡、县三级制。
- 长沙郡下辖临湘、浏阳、巴陵（280年分罗县置，今岳阳市地）、罗县、吴昌县、醴陵县、建宁县、攸县、下隽县、蒲沂县等10县。280年，新阳县改名新康县，县治迁到今宁乡县治以西10里的冷水铺及万寿山一带。299年，晋惠帝分巴陵县、下隽县、蒲沂县等县设立建昌郡，长沙郡辖地又一度减少。

湘州的建立：西晋后期，由于北方势力侵扰，西晋统治重心南移，荆湘地区更为重要。307年（永嘉元年），晋怀帝司马炽从荆州分出长沙、建昌郡、湘东郡、衡阳郡、邵陵郡、营阳郡、桂阳郡、零陵郡等8郡另立湘州，以临湘（今长沙）为治所。湘州的设立，成为古代湖南政治军事史上一件大事。

## 隋唐时期

### 隋朝改制后之潭州
577年，北周灭北齐，重新统一了北方。581年，北周外戚杨坚废周称帝，建立隋朝。589年（陈祯明三年|隋开皇九年正月），隋军渡过长江，攻克建康，陈朝灭亡。从此自西晋灭亡以来长达270多年的南北分裂局面结束。
- 隋统一中国，对南朝的政治体制实行改革。地方行政改州、郡、县三级制为州、县二级制，废除郡一级。隋文帝时，以长沙有昭潭，改湘州为潭州，设立潭州总管府。
- 长沙郡废除，所辖的临湘县改为长沙县，并废浏阳县、醴陵县2县并入；
- 建宁县亦被废除，并入衡州（原湘东郡）的湘潭县。

隋炀帝时，进一步改制，废诸州总管府，裁并州县，改州为郡。潭州又改为长沙郡，辖长沙县、衡山县、益阳县、邵阳县4县，以长沙县为郡治。
- 长沙县辖地包括今长沙市辖区、长沙县、浏阳市、醴陵市4县市地。区域略大于长沙辖域。
- 衡山县为原衡阳郡所辖，后湘乡市、湘西2县并入，包括今湘潭市城区及湘潭县、衡山县、湘乡市、双峰县、涟源市、宁乡县等县（市）之境。
- 益阳县亦为原衡阳郡辖，后废新康县并入，包括今益阳市城区及桃江县、新化县、安化县、宁乡县、涟源市等县市地。
- 邵阳县为原邵陵郡所辖，后废扶夷、都梁2县并人，包括今邵阳市、邵东县、新邵县、新化县、武冈市、洞口县、隆回县、新宁县、城步苗族自治县、涟源市等县市地。

### 盛唐之潭州
李靖平定隋末割據勢力之一的萧铣，621年长沙归于唐朝。唐王朝地方行政仍沿袭隋朝州（郡）、县两级制。636年（贞观十年），唐全国为10道，潭州属江南道。733年（开元二十一年），唐增为15道，潭州属江南西道。
- 唐朝初期，行政区划调整，将邵阳县划出，另立南梁（州），从长沙、益阳、衡山3县分别划置醴陵、新康（624年又归入益阳）、湘乡3县，南梁共辖6县。
- 潭州的县级区划也进行了调整
  - 708年（唐中宗景龙二年），分长沙县复置浏阳县，并将县治从居仁镇（令官渡镇）迁至今浏阳城区地带。
  - 749年（唐玄宗天宝八年），衡山县改名湘潭县。潭州仍辖6县，即长沙县、浏阳县、醴陵县、益阳县、湘乡县、湘潭县，直至唐末。

621年湖湘初定，唐王朝在长沙设立潭州总管府，624年总管府改为都督府，管辖潭州、衡州、永州、郴州、连州、南梁州(今邵阳)、南营州(今道州)、南云州(今攸县)8州军事（624年为7州，南云州不在内）。潭州都督府是唐代前期湖南地区的最高军事机关，行政长官为都督，但往往兼任潭州刺史，实行军政合一体制。长沙唐中央政府湖南军事机构所在地，唐前期军事上实行兵农合一的府兵制，全国各冲要之地设置军府，又称折冲府，直属中央。唐玄宗时改革军事，潭州设有桥口（今长沙市望城区乔口镇）和禄口（今株洲县治）、花石（湘潭县境内）守防。
唐代以前的长沙社会发展整体落后于中原地区，经过三国、两晋和南朝长达400年的开发，到唐前期，由于社会安定和历任州（郡）县官的治理，赶上了中原地区的发展，此时的长沙可以被称为人丁昌盛、经济繁荣、文化灿烂。771年（大历六年）上任潭州刺史的张谓曾撰写了一篇《长沙土风碑铭》，唐代宗大历年间，诗人杜甫游长沙，曾写下了不少诗章，其《清明》一诗中有：“著处繁华矜是日，长沙千人万人出。渡头翠柳艳明眉,争道朱蹄骄齿膝”，也正是盛世时期长沙一日的写照。

### 湖南道治所
唐王朝到唐玄宗时繁荣达顶峰，之后开始衰落，至“安史之乱”进入了它的中期，唐中期进行了政治体制改革。764年（唐代宗广德二年），衡州设置湖南都团练守捉观察处置使，简称湖南观察使，辖衡州、潭州、邵州、永州、道州5州；768年（大历三年），辖区也有所扩大，增加了郴州、连州2州，长沙成为湖南道的治所。至此长沙等地从原江南西道分离出来，单独成为地方一级行政区划即湖南道，“湖南”一词开始作为地方行政区划的名称在历史上出现。
湖南观察使设立及迁治长沙，为朝廷稳定湖南局势采取重要措施，然而却引起了湖湘武将们的不满。安史之乱后，地方兵将大多骄横跋屋，不服驾驭，“喜则连横而叛上，怒则以力而相并”,当时驻防长沙等地的正是这样一批骄兵悍将。至安史之乱之后，江南一带分裂割据渐涨，湖南一带斗争表现为湖南观察使与悍将骄兵的激烈冲突，而长沙正处于这一冲突的中心地带。770年（大历五年），湖南道迁治长沙仅仅2年之久，湖南兵马使臧即带领一班骄兵起而造乱，肆虐长沙，杀死潭州刺史兼湖南观察使崔灌，演出了一场“兵变”恶剧。发生于770—780年的长沙减价兵变和邵州王国良事件，即表明分裂割据势力已经在湖南兴起。

## 五代十国之楚国王都

### 马殷立国与经济繁荣
五代十国时期，此时的湖湘地区出现了一个由马殷建立的马楚国，原唐朝湖南道治所的长沙即为其都城，至此长沙进入了一个引人注目的马殷之楚国时代。马楚政权时期，马殷政治上采取“上奉天子、下抚士民”、内靖乱军、外御强藩等政策，使人民获得了一个相对安定的环境；经济上，采取兴修水利、奖励农桑、发展茶业、提倡纺织、通商中原等措施，长沙以及湖南社会经济得到了较快的发展。这期间楚国与北方各个政权的贸易以茶叶为主，湖南的茶叶从此全国闻名。

### 军阀割据
951年，南唐大将边镐灭楚，湖南重新回到军阀割据,南唐即以边镐为武安军节度使，驻节潭州；952年10月，刘言乘潭州民情怨愤之机，派王逵、周行逢家兵攻打潭州；南唐在长沙的统治仅一年，即烟消云散。
- 刘言占据湖南后，湖南的政治、军事重心一度从长沙移至今天的常德市；953年刘言被周行逢与王逵合谋囚杀。
- 周行逢为武清军节度使，权知潭州军府事，驻长沙；周行逢主政湖南之后力“矫前人之弊”，以严刑峻法处置悍将，整肃贪官，从此，沅湘间的战乱一度停息下来；962年10月（建隆三年九月），周行逢去世。962年l1月，张文表获知周去世消息起兵叛乱,随即以去朗州吊丧为名率兵直赴潭州，镇守潭州的廖简被杀于酒宴席上，占领了潭州。963年宋朝占领长沙。

## 宋代湖南路之治所
963年宋军占领潭州，宋太祖规定潭、朗两州“直隶京师，长吏得自行奏事。”原武安军、武平军的建置废除，朗州作为湖南军事政治中心，“在潭州之上”的地位也随之消失了。宋朝统一中国之后，为防止藩镇割据，规定州、郡长官必须由文臣担任，加强了对地方的控制。改以前“太守、刺史和县令、县长”的称谓为“知×州（县）事”，简称知州（县）。
997年（至道三年），宋真宗正式改道为路，全国为15路。原湖南道改为荆湖南路，潭州为治所。真宗（998年——1022年）时，荆湖南路的转运使司、提点刑狱使司和安抚使司相继设立，三大衙门都设于潭州城内，其安抚使并由潭州知州兼任，长沙又成为湖南9州、军、监的政治军事中心。

### 宋代潭州区划的调整
宋代为长沙历史发展的十分重要的时期。在这300多年中，长沙作为湖南政治军事中心的地位更为巩固，长沙行政区划的格局基本定形，后来长沙地区在元、明、清三代长达600多年的发展奠定了基础。宋朝初期和中期，潭州行政区划也经历多次调整。
1. 965年（乾德三年），废除楚国政权末期设立的龙喜县将长沙县东的常丰场升为县（973年又并入长沙县）；原属岳州的湘阴县划属潭州。
2. 977年（太平兴国二年），分长沙6乡置宁乡县，以原唐代新康县玉潭镇（即今宁乡县城）为治所。
3. 993年（淳化四年），原属衡州的衡山县划予潭州。
4. 1073年（熙宁六年），大臣章惇巡察湖南开梅山，分湘乡、邵阳、益阳、宁乡4县地设安化县。
5. 1098年（元符元年），分长沙县5乡、湘潭县2乡置善化县，县治即附于潭州城南郭。至宋末，潭州共辖长沙、善化、宁乡、浏阳、湘阴、益阳、湘潭、澧陵、湘乡、安化、佼、衡山等12县，是荆湖南路各州中人口最多、地域最广的一州。

### 宋代今长沙辖域之重大事件
两宋之交时长沙一度为天下注目之处。1126年8月，北宋奸臣“六贼”之首蔡京流放广东，行至潭州而死。次年，南宋朝廷惩处叛国之臣，金国扶植的楚皇帝张邦昌被贬至潭州“安置”，后于11月下诏赐死。

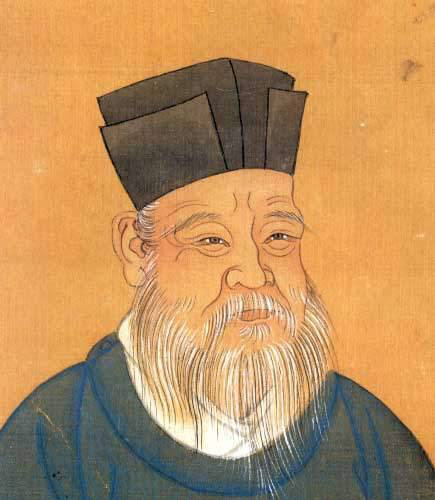
朱熹画像

宋代政局相对稳定，由于统治者实行与民休息政策和一些贤臣清吏的治理，长沙经济的发展赶上和超过了中原地区。文化上，长沙岳麓书院的创立，胡安国、胡宏父子和朱熹、张拭在长沙讲学兴教，长沙成为著名的湖湘文化之都。长沙城的规模扩大，其城垣直至清末也没有超过，城内已打破坊市界限，商业繁荣，人口稠密，已蔚然而为“湖湘一大都会”。 
1. 南宋初，湖南民族、军阀矛盾尖锐，动乱不已。建炎四年正月，金兵攻陷长沙，屠城而去；先后有马友、杜彦、孔彦舟等几股溃兵、土匪武装涌入长沙，烧杀掳掠，无恶不作。
2. 1130年，洞庭湖流域爆发了著名的鍾相、杨幺起义，湖南人纷纷响应，潭州的宁乡、益阳、湘阴、安化等县也成为义军占领区。短短2年，长沙城垣残破，十室九空，湖南安抚使兼知潭州向子甄乃率所属移驻攸县。
3. 1131年2月（绍兴元年正月），南宋王朝曾改荆湖南、北路为荆湖东、西路，分别以鄂州、鼎州（今常德市）为治所，潭州属东路。1131年，又恢复旧制，仍以潭州为南路治所。南宋初，潭州为沿江6大帅府之一，有宰相李纲、张浚，大将韩世忠、王理、岳飞等先后来到长沙。
4. 1132年，李纲任湖广宣抚使兼知潭州，次年10月，宋朝廷以禁军疲沓不堪战事，划分诸统兵大将辖区，潭州先为王理辖区，后因其作战无能，又代之以名将岳飞，长沙又成了声震中外的岳家军的驻防地。在镇压杨幺起义的战争中，李纲、张浚、岳飞先后以统帅身份坐镇长沙，指挥潭、鼎、岳、辰、澧等州和湖北的各路军队，先后招降黄佐、周伦、杨钦等义军将领，瓦解义军20餘万人，避免了一场血腥屠杀。
5. 南宋中后期，长沙时局相对稳定，有重臣名将刘镐、张孝祥、辛弃疾、周必大、真德秀、魏了翁、向士壁、汪立信、文天祥、李芾等任职长沙，支撑南宋王朝湖南大局。辛弃疾创飞虎军，张孝祥、真德秀为政廉洁，文天祥治狱清平，都为长沙留下了一段佳话。而向士壁、张唐（张浚之曾孙）、李芾潭州抗击元军，悲壮激烈，为宋代长沙添上了英雄的色彩。

## 元朝之潭州路
元朝至元十四年（1274年）立湖广等处行中书省，又称潭州行省；改潭州为潭州路，为湖广省治所。十八年(1281年)，迁湖广省治所到鄂州，不再称潭州行省；同时潭州路改为湖南道宣慰司的治所。文宗天历二年，以潜邸所幸，改天临路。元至正二十一年（1364年），朱元璋改天临路为潭州府。

## 明朝之潭州府
明洪武五年（1372年），潭州府改为长沙府，隶属湖广承宣布政使司。长沙是明朝的藩王封地，先后有四位藩王受封，即明太祖朱元璋之子潭王朱梓、谷王朱、仁宗朱高炽子襄宪王朱瞻、英宗朱祁镇子吉简王朱见浚。潭王朱梓洪武三年（1370年受封，1385年就藩长沙。吉王共传了7代，所以明朝长沙总共有10个王。封藩历史有195年。
明朝时长沙府提出“聚四方之财，供一方之利”的战略，耗巨资开河通商。在明朝后期长沙成为四大茶市之一。
王夫之是明末清初的思想家，曾在长沙岳麓书院就读。他的思想对清朝长沙府一带的影响非常深远。

## 清朝湖南省治
参见湘军

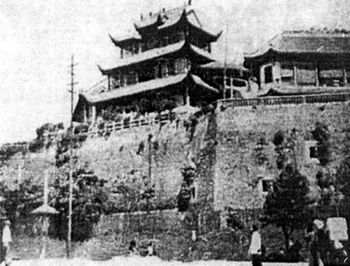
天心阁，当时太平天国军攻打长沙的地方

康熙三年（1664年）分湖广省为湖广左、右布政史司，其中右司即为现在的湖南省，长沙为湖广右布政使驻地、长沙府府治、长沙县和善化县县治。雍正元年（1723年）改湖广右布政使司为湖南布政使司。
湘潭在明朝后期形成的商贸繁荣逐渐转移到长沙。清朝中期时长沙成为四大米市之一，贸易繁荣。
湘军的建立是湖南历史与长沙历史的重大事件。出生于长沙府湘乡县的曾国藩成立了湘军并带领一批著名将领，如左宗棠、曾国荃、李鸿章等人，帮助清政府镇压太平天国运动。经过十多年的战斗，太平天国运动被镇压，湘军主要人物都成为了清朝重臣。湘军人物对清朝末年历史影响很大，主要贡献为主导了洋务运动和左宗棠收复新疆。长沙乃至湖南从此名人辈出，在戊戌变法、反清运动、中华民国的历史事件和中华人民共和国所有重大历史事件中，湖南人一直占据非常重要的位置。

## 民国湖南省会
1913年撤消长沙府。1933年设立长沙市，为湖南省会。
1938年发生著名的文夕大火，长沙城大部分被烧毁殆尽。1939年9月至1944年8月，接连发生四次长沙会战。长沙成为当时的抗战主战场。到抗日战争结束后，经历三年国共内战，长沙地面文物已经几乎毁灭，工商业几乎消失。
1949年8月5日，程潜与陈明仁投共，长沙移交政权，国民党在湖南的统治结束。

## 中华人民共和国时期
1949年后，长沙一直为湖南省省会。由于毛泽东年轻时在长沙读书的经历，使得长沙在“文革”期间成为“革命圣地”，前往清水塘、湖南省一师范、爱晚亭和橘子洲头等毛泽东当年活动地點的人数众多。毛泽东也在建国后多次来到长沙，住于蓉园。长沙湘江大桥于1972年10月1日正式通车，结束了长沙河东河西无桥相连的历史。
1978年以后，和大陆其他地方一同进入改革开放时期。由于位于非沿海地区而缺少优惠的政策支持，长沙逐渐落后于沿海城市。1990年代中期，长沙开始进入快速发展阶段。位于长沙的各大传媒、餐饮和服务开始具有特色，湖南电视台、金鹰节、体坛周报等传媒娱乐业名气渐涨。